# Palazzo di Giustizia (Montefollonico)

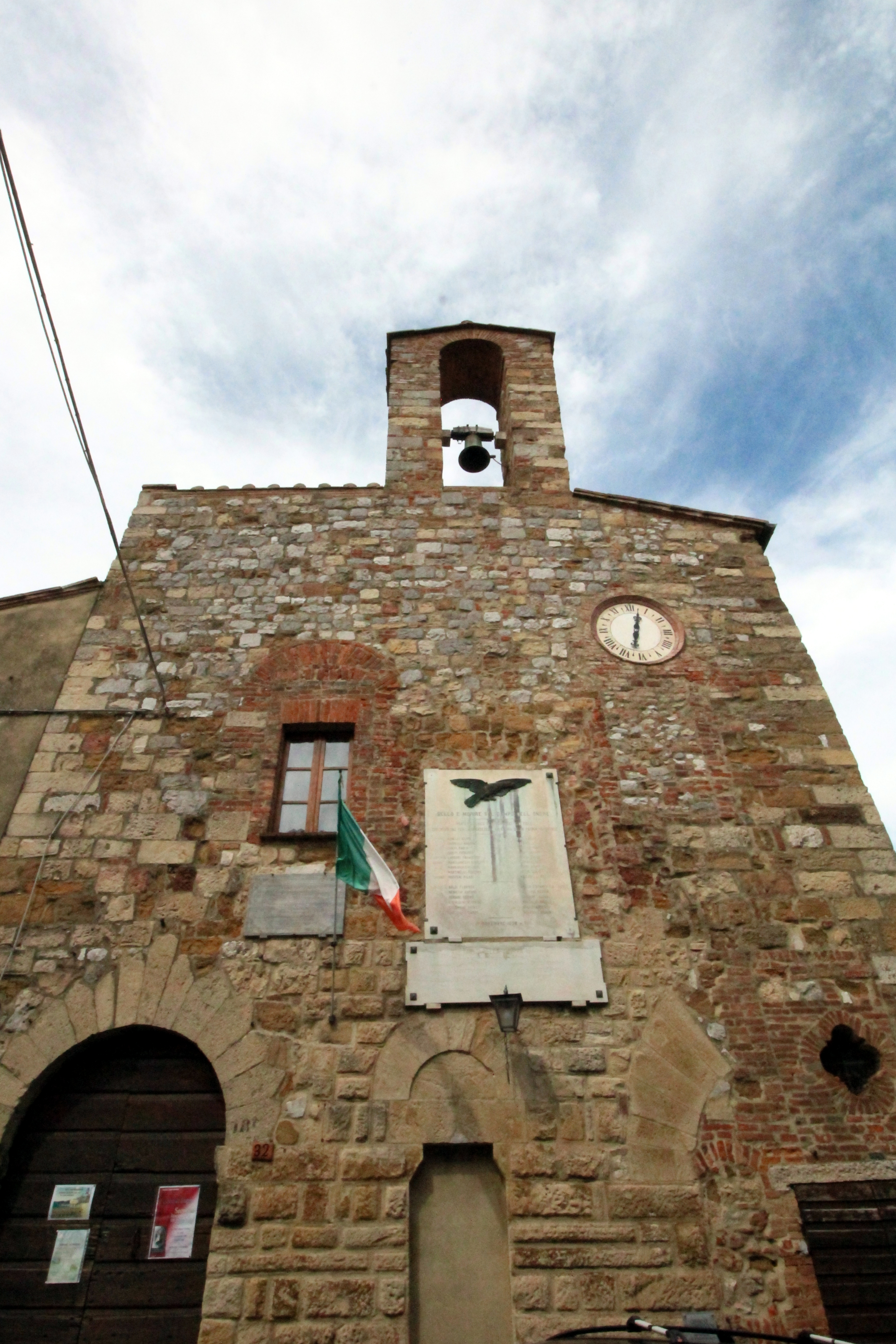
L'ex-palazzo di Giustizia

Il palazzo di Giustizia è un edificio civile situato nella frazione di Montefollonico, nel comune di Torrita di Siena.

## Descrizione
Qui si radunavano i Consigli che governavano e amministravano il borgo secondo gli statuti entrati in vigore nel 1560. Sulla facciata dell'edificio si distinguono: il pubblico Oriolo (o orologio), opera dell'alfiere Adriano Stellini nel XVIII secolo, e una campana ritenuta, in età medioevale, di buon auspicio contro le tempeste. Oggi la struttura ospita uffici postali e ambulatori.